# 2023년 한국시리즈
2023 신한은행 SOL KBO 한국시리즈는 2023년 11월 7일부터 11월 13일까지 펼쳐진 2023년 KBO 리그의 챔피언 결정전이다. 대진은 2023년 KBO 리그 정규 시즌 1위 팀으로 1994년 한국시리즈 이후 29년만에 한국시리즈 직행에 성공하며 통합 우승에 도전하는 LG 트윈스와 정규 시즌 2위이자 플레이오프 승리팀으로 통산 2번째로 한국시리즈에 진출해 2021년 한국시리즈 우승에 이어 통산 2번째 우승에 도전하게 되는 kt wiz가 맞붙었다.
결과는 LG 트윈스가 시리즈 전적 4승 1패로 1994년 한국시리즈 이후 29년 만의 통합 우승을 이뤄내면서 팀 통산 3번째 우승을 기록했다. 한국시리즈 MVP는 3차전 결승 3점 홈런을 포함해 2차전부터 4차전까지 3경기 연속 홈런을 터트리며 맹활약해 기자단 투표 90표 중 83표를 얻은 LG 트윈스의 주장인 유격수 오지환이 차지했다.
2023년 한국시리즈 역시 5차전은 지난 3년동안 진행했던 방식대로 정규 시즌 우승팀의 홈구장인 서울종합운동장 야구장에서 치러진다.

## 정규 시즌
| 순위 | 구단          | 경기 | 승 | 무 | 패 | 승률  | 연속 | 게임차 | 포스트시즌             |
| ---- | ------------- | ---- | -- | -- | -- | ----- | ---- | ------ | ---------------------- |
| 1    | LG 트윈스     | 144  | 86 | 2  | 56 | 0.606 | 1승  | 0.0    | 한국시리즈 진출        |
| 2    | kt 위즈       | 144  | 79 | 3  | 62 | 0.560 | 3승  | 6.5    | 플레이오프 진출        |
| 3    | SSG 랜더스    | 144  | 76 | 3  | 65 | 0.539 | 2승  | 9.5    | 준플레이오프 진출      |
| 4    | NC 다이노스   | 144  | 75 | 2  | 67 | 0.528 | 2패  | 11.0   | 와일드카드 결정전 진출 |
| 5    | 두산 베어스   | 144  | 74 | 2  | 68 | 0.521 | 3패  | 12.0   | 와일드카드 결정전 진출 |
| 6    | KIA 타이거즈  | 144  | 73 | 2  | 69 | 0.514 | 2승  | 13.0   | 진출 실패              |
| 7    | 롯데 자이언츠 | 144  | 68 | 0  | 76 | 0.472 | 1승  | 19.0   | 진출 실패              |
| 8    | 삼성 라이온즈 | 144  | 61 | 1  | 82 | 0.427 | 1패  | 25.5   | 진출 실패              |
| 9    | 한화 이글스   | 144  | 58 | 6  | 80 | 0.420 | 1패  | 26.0   | 진출 실패              |
| 10   | 키움 히어로즈 | 144  | 58 | 3  | 83 | 0.411 | 2패  | 27.5   | 진출 실패              |

## KBO 포스트시즌 대진표
|  | 와일드카드 결정전 | 와일드카드 결정전 | 와일드카드 결정전 |  |  | 준플레이오프 | 준플레이오프 | 준플레이오프 |  |  | 플레이오프 | 플레이오프  | 플레이오프 |  |  | 한국시리즈 | 한국시리즈 | 한국시리즈 |
|  |                   |                   |                   |  |  |              |              |              |  |  |            |             |            |  |  |            |            |            |
|  |                   |                   |                   |  |  |              |              |              |  |  |            |             |            |  |  | 1          | LG 트윈스  | 4          |
|  |                   |                   |                   |  |  |              |              |              |  |  | 2          | kt 위즈     | 3          |  |  | 2          | kt 위즈    | 1          |
|  |                   |                   |                   |  |  | 3            | SSG 랜더스   | 0            |  |  | 4          | NC 다이노스 | 2          |  |  |            |            |            |
|  | 4                 | NC 다이노스       | 1                 |  |  | 4            | NC 다이노스  | 3            |  |  |            |             |            |  |  |            |            |            |
|  | 5                 | 두산 베어스       | 0                 |  |  |              |              |              |  |  |            |             |            |  |  |            |            |            |

### 와일드카드 결정전
와일드카드 결정전에서는 2020년 우승 이후 3년만에 가을야구로 돌아온 정규리그 4위 NC 다이노스와 지난 시즌 9위의 부진을 딛고 2년만에 가을야구를 하는 정규시즌 5위 두산 베어스가 대결을 펼쳤다. 결과는 1승의 어드벤티지를 가졌던 NC가 만루 홈런 포함 3안타 6타점 맹타를 휘두르며 와일드카드 결정전 MVP를 차지한 3루수 서호철과 두 방의 홈런을 터트린 포수 김형준을 앞세워 두산을 14:9로 제압하며 1차전에서 마무리하고 준플레이오프에 진출했다.

### 준플레이오프
준플레이오프에서는 와일드카드 결정전을 통과한 정규시즌 4위 NC 다이노스와 지난 시즌 우승팀이었던 정규시즌 3위 SSG 랜더스가 대결해 NC가 3승으로 플레이오프에 진출했다. 1차전에서 김성욱의 결승 2점 홈런을 앞세워 선승을 한 NC는 2차전에서 김광현을 무너뜨리며 적지에서 2승을 했고, 3차전에서는 경기 초반 난타전에서 마틴의 결승 3점 홈런과 불펜진의 이어 던지기로 마무리하며 플레이오프에 진출했다. 시리즈 MVP는 3경기 동안 1승 2홀드를 기록하며 활약한 NC의 왼손 중간 계투 요원인 김영규가 차지했다.

### 플레이오프
플레이오프에서는 준플레이오프에서 SSG 랜더스를 3승 무패로 꺾고 올라온 NC 다이노스와 정규리그 2위 kt 위즈가 격돌했다. 1차전애서 쿠에바스를 무너뜨리고, 2차전에서 접전 끝에 신승을 할 때 까지만 하더라도 NC의 기세가 이어지는 듯 했다. 그러나 kt가 3차전에서 고영표의 호투와 배정대, 문상철의 홈런을 앞세워 승리를 거뒀고, 4차전에선 1차전 부진을 만회한 쿠에바스의 호투와 타선의 폭발로 분위기를 반전시키는데 성공했다. 그리고 5차전을 1점 차 신승으로 잡아내며 리버스 스윕으로 kt 위즈가 한국시리즈에 진출했다. 시리즈 MVP는 5경기 모두 등판해 1승 1홀드를 기록한 kt의 우완 불펜 손동현이 차지했다.

## 출장자 명단
| 팀        | 선수 명단 |
| LG 트윈스 | - 감독 - 염경엽 - 코치 - 김정준, 이호준, 김경태, 김일경, 이종범, 박경완, 박용근, 모창민, 김광삼 - 투수 - 임찬규, 켈리, 함덕주, 최동환, 정우영, 고우석, 손주영, 이정용, 이우찬, 김진성, 김윤식, 최원태, 유영찬, 백승현 - 포수 - 박동원, 허도환, 김범석 - 내야수 - 문보경, 정주현, 오지환, 김민성, 손호영 - 외야수 - 신민재, 문성주, 안익훈, 박해민, 김현수, 오스틴, 홍창기, 최승민 |
| kt 위즈   | - 감독 - 이강철 - 코치 - 김태균, 김강, 장재중, 박기혁, 김태한, 박정환, 제춘모, 최만호, 유한준 - 투수 - 고영표, 김민, 엄상백, 배제성, 쿠에바스, 이상동, 주권, 손동현, 벤자민, 김영현, 박영현, 김재윤 - 포수 - 장성우, 김준태, 강현우 - 내야수 - 오윤석, 박경수, 김상수, 황재균, 이상호, 이호연, 박병호, 신본기 - 외야수 - 송민섭, 조용호, 문상철, 알포드, 배정대, 김민혁, 정준영   |

## 경기 기록
| 일시                                                          | 경기  | 원정팀(선공) | 스코어 | 홈팀(후공) | 개최 구장             | 개시 시각 | 관중수          | 경기 MVP           |
| ------------------------------------------------------------- | ----- | ------------ | ------ | ---------- | --------------------- | --------- | --------------- | ------------------ |
| 11월 7일(화)                                                  | 1차전 | kt 위즈      | 3 - 2  | LG 트윈스  | 서울종합운동장 야구장 | 18시 30분 | 23,750명 (매진) | 문상철 (kt 위즈)   |
| 11월 8일(수)                                                  | 2차전 | kt 위즈      | 4 - 5  | LG 트윈스  | 서울종합운동장 야구장 | 18시 30분 | 23,750명 (매진) | 박동원 (LG 트윈스) |
| 11월 10일(금)                                                 | 3차전 | LG 트윈스    | 8 - 7  | kt 위즈    | 수원KT위즈파크        | 18시 30분 | 17,600명 (매진) | 오지환 (LG 트윈스) |
| 11월 11일(토)                                                 | 4차전 | LG 트윈스    | 15 - 4 | kt 위즈    | 수원KT위즈파크        | 14시 00분 | 17,600명 (매진) | 김윤식 (LG 트윈스) |
| 11월 13일(월)                                                 | 5차전 | kt 위즈      | 2 - 6  | LG 트윈스  | 서울종합운동장 야구장 | 18시 30분 | 23,750명 (매진) | 박해민 (LG 트윈스) |
| 우승 : LG 트윈스 (3번째), 한국시리즈 MVP : 오지환 (LG 트윈스) |       |              |        |            |                       |           |                 |                    |

## 한국시리즈 경기

### 1차전
2023년 11월 7일 - 서울종합운동장 야구장
| 팀                                                 | 1 | 2 | 3 | 4 | 5 | 6 | 7 | 8 | 9 | R | H | E | B |
| kt 위즈 ◄                                          | 1 | 0 | 0 | 1 | 0 | 0 | 0 | 0 | 1 | 3 | 7 | 1 | 4 |
| LG 트윈스                                          | 2 | 0 | 0 | 0 | 0 | 0 | 0 | 0 | 0 | 2 | 7 | 4 | 2 |
| 승리 투수: 손동현 패전 투수: 고우석 세이브: 박영현 |   |   |   |   |   |   |   |   |   |   |   |   |   |

- 애국가 : 장사익 (음악가 겸 국악 연주가)
- 시구 : 김용수 (前 LG 트윈스 투수)  / 시포 : 김동수 (前 LG 트윈스 포수)
- 1차전 MVP : kt 문상철 - 4타수 1안타 1타점 (9회초 결승 1타점 2루타)
  - LG 수비진, 2회초 삼중살 (한국시리즈 2번째, 포스트시즌 통산 4번째)

1차전에서 LG는 켈리, kt는 고영표가 각각 선발 등판했다. 양 팀은 1회부터 점수를 주고 받았다. kt는 1회초 공격에서 선두 타자로 안타를 치고 출루한 김상수가 2루 도루를 성공 시킨 직후 LG 포수 박동원의 송구 실책으로 3루까지 갔고, 황재균의 내야 땅볼로 득점에 성공했다. LG는 곧바로 이어진 1회말 1사 1, 3루에서 오스틴의 내야 땅볼을 kt 2루수 박경수가 병살타로 처리하려고 했으나 시도하던 도중 송구 실책을 저질렀고 이 틈을 타 박해민이 득점해 동점, 1사 만루에서 문보경의 희생 플라이로 리드를 잡았다. 하지만, kt는 4회초 1사 1, 2루에서 장성우가 적시타를 터트리며 다시 동점을 만들었다. 그 이후로는 소강 국면으로 이어졌으며 kt 선발 고영표는 6이닝 2실점 (1자책), LG 선발 켈리는 6.1이닝 2실점(1자책)으로 호투했다. 경기의 승부는 9회초에 갈렸다. 9회초 kt는 LG 마무리 고우석을 상대로 2사 주자 없는 상황에서 배정대가 볼넷으로 출루했고, 문상철이 좌측 담장을 때리는 1타점 2루타를 작렬시키며 전세를 뒤집는데 성공했다. 문상철은 앞선 2회초 무사 1, 2루에서 희생번트를 시도했으나, 번트 실패로 병살타가 되고 주루사까지 나와 삼중살이 나오는 최악의 상황을 겪었으나 9회초 천금같은 결승타를 터트리며 완벽히 만회했다. 이후 kt는 9회말 박영현이 마무리 투수로 올라와 삼자범퇴로 경기를 끝냈고 한국시리즈 1차전 선승으로 기선 제압에 성공했다.

### 2차전
2023년 11월 8일 - 서울종합운동장 야구장
| 팀 | 1 | 2 | 3 | 4 | 5 | 6 | 7 | 8 | 9 | R | H  | E | B |
| kt 위즈 | 4 | 0 | 0 | 0 | 0 | 0 | 0 | 0 | 0 | 4 | 8  | 0 | 4 |
| LG 트윈스 ◄ | 0 | 0 | 1 | 0 | 0 | 1 | 1 | 2 | X | 5 | 10 | 0 | 4 |
| 승리 투수: 함덕주 패전 투수: 박영현 세이브: 고우석 홈런: LG – 오지환 (쿠에바스 상대 6회 1점), 박동원 (박영현 상대 8회 2점) |   |   |   |   |   |   |   |   |   |   |    |   |   |

- 애국가 : 안희찬 (트럼페티스트, KBS 교향악단 트럼펫 연주자)
- 시구 : 정우성 (배우)
- 2차전 MVP : LG 박동원 - 4타수 2안타(1홈런) 2타점 (8회말 결승 2점 홈런)
  - kt, 한국시리즈 1회초 최다 득점 타이 (4점)

2차전에서 LG는 최원태, kt는 쿠에바스가 각각 선발 등판했다. 2차전 초반은 kt가 먼저 주도했다. 1회초 공격에서 만루 찬스를 잡은 kt는 1사에서 장성우의 2타점 2루타로 최원태를 강판시킨데 이어 이정용을 상대로 배정대가 2타점 적시타를 터트리며 4득점으로 기선을 제압했고, 선발 쿠에바스도 6이닝 2실점으로 호투하여 분위기를 이끌었다. 그러나 LG는 불펜 이어던지기로 kt의 흐름을 끊고 야금야금 추격했다. 3회말 1사 1, 3루에서 오스틴의 적시타로 추격을 시작한 LG는 6회말 오지환의 1점 홈런, 7회말엔 손동현으로부터 박해민이 볼넷을 얻어 출루한 2사 1루에서 박영현을 상대로 김현수의 1타점 2루타가 터지며 점수차를 1점 차로 좁혔다. 그리고 8회말 오지환의 볼넷과 문보경의 희생번트로 만들어진 1사 2루에서 박동원이 박영현의 초구를 받아쳐 역전 2점 홈런을 작렬시키며 경기를 뒤집는데 성공했다. LG는 마무리 고우석이 9회초 공격을 삼자범퇴로 마무리해 초반 4점을 내주며 끌려간 경기를 뒤집으면서 뒷심을 발휘하는 대역전승으로 2002년 한국시리즈 5차전 승리 이후 7,620일 만의 한국시리즈 승리를 장식하며 2차전을 잡고 시리즈를 원점으로 돌려놓았다.

### 3차전
2023년 11월 10일 - 수원KT위즈파크
| 팀 | 1 | 2 | 3 | 4 | 5 | 6 | 7 | 8 | 9 | R | H  | E | B |
| LG 트윈스 ◄ | 0 | 0 | 3 | 0 | 0 | 2 | 0 | 0 | 3 | 8 | 11 | 2 | 5 |
| kt 위즈 | 0 | 0 | 1 | 0 | 3 | 0 | 0 | 3 | 0 | 7 | 15 | 1 | 7 |
| 승리 투수: 고우석 패전 투수: 김재윤 세이브: 이정용 홈런: LG – 오스틴 (벤자민 상대 3회 3점), 박동원 (손동현 상대 6회 2점), 오지환 (김재윤 상대 9회 3점) kt – 박병호 (고우석 상대 8회 2점) |   |   |   |   |   |   |   |   |   |   |    |   |   |

- 애국가 : 토리스 (국악아카펠라 그룹)
- 시구 : 조범현 (前 kt 위즈 감독) / 시타 : 유한준 (前 kt 위즈 선수, 現 kt 위즈 코치)
- 3차전 MVP : LG 오지환 - 5타수 2안타(1홈런) 3타점 (9회초 결승 3점 홈런)
  - kt 이강철 - 한국시리즈 6번째 퇴장 (포스트시즌 8번째, 감독 3번째)

3차전에서 kt는 벤자민, LG는 임찬규가 각각 선발 등판했다. 3차전은 양 팀이 치열한 접전을 펼쳤다. 먼저 포문을 연 쪽은 LG였다. LG는 3회초 2사 2, 3루에서 오스틴이 선제 3점 홈런을 터트리며 리드를 잡았다. 그러나 kt의 반격도 매서웠다. 3회말 무사 1, 2루에서 황재균의 1타점 2루타로 추격을 시작한 kt는 5회말 박병호의 안타와 오지환의 실책으로 장성우가 출루하고 문성주의 실책으로 만들어진 1사 2, 3루에서 문상철의 대타로 들어선 김민혁, 7번 타순으로 출전한 알포드의 연속 적시타로 동점을 만든 뒤 2사 1, 2루에서 조용호의 적시타로 경기를 뒤집었다. 양 팀은 또 다시 역전을 주고 받았다. LG가 6회초 무사 1루에서 박동원이 kt의 두 번째 등판 투수 손동현으로부터 재역전 2점 홈런을 작렬시키며 리드를 잡았으나 8회말 kt 공격에서 고우석을 상대로 8회말 1사 2루에서 황재균의 동점 1타점 2루타와 박병호의 역전 2점 홈런을 치면서 다시 kt가 리드를 잡게 됐다. 9회초 2사까지만 해도 kt의 승리가 눈앞에 있는듯했다. 하지만 LG가 9회초 2사 1, 2루에서 오지환이 kt 마무리 김재윤으로부터 역전 3점 홈런을 작렬시키며 다시 경기를 뒤집었다. 경기를 다시 뒤집었던 LG는 9회말 고우석의 난조로 1사 1, 2루가 됐고 뒤이어 올라온 이정용의 폭투와 배정대의 고의 사구로 1사 만루 위기를 맞았다. 그러나 이정용이 김상수를 상대로 투수 앞 땅볼로 시작하는 1-2-3 병살타로 경기를 끝내며 치열했던 혈투 끝에 LG가 신승을 거뒀고 3차전을 잡아내면서 시리즈 전적 2승 1패로 앞서가게 됐다.

### 4차전
2023년 11월 11일 - 수원KT위즈파크
| 팀 | 1 | 2 | 3 | 4 | 5 | 6 | 7 | 8 | 9 | R  | H  | E | B |
| LG 트윈스 ◄ | 2 | 0 | 0 | 0 | 1 | 2 | 7 | 3 | 0 | 15 | 17 | 0 | 8 |
| kt 위즈 | 0 | 0 | 0 | 0 | 0 | 1 | 0 | 2 | 1 | 4  | 6  | 0 | 7 |
| 승리 투수: 김윤식 패전 투수: 엄상백 홈런: LG – 김현수 (엄상백 상대 1회 2점), 문보경 (김재윤 상대 6회 2점), 오지환 (주권 상대 7회 3점) |   |   |   |   |   |   |   |   |   |    |    |   |   |

- 애국가 : 가수 안신애
- 시구 : 이상화 (前 스피드스케이팅 선수) / 시타 : 진종오 (사격 선수)
- 4차전 MVP : LG 김윤식, 5.2이닝 3피안타 1사사구 3탈삼진 1실점 (투구수 : 87개)
  - LG, 한국시리즈 한 이닝 최다 안타 신기록 (8안타), 포스트시즌 최다 연속 타자 안타 신기록 (8타자)
  - LG 김현수, 포스트시즌 통산 최다 타점 신기록 (44타점)
  - LG 오지환, 단일 시즌 최초 한국시리즈 최다 연속 경기 홈런 (3경기)

4차전에서 kt는 엄상백, LG는 김윤식이 각각 선발 등판했다. 4차전은 3차전 대역전승의 기세를 이어간 LG의 타선이 대폭발했다. 1회초 1사 1루에서 김현수의 2점 홈런으로 선취 득점에 성공한 LG는 5회초 kt의 두 번째 투수로 올라온 김재윤을 상대로 1사 2루에서 홍창기가 적시타를 터트렸고, 6회초에는 문보경이 2점 홈런을 치며 달아났다. 6회말 kt가 2사 후 김상수의 2루타와 황재균의 적시타로 1점을 뽑자 LG는 7회초 공격에서 오지환의 3점 홈런과 문성주의 2타점 3루타를 포함해 8타자 연속 안타와 신민재의 내야 땅볼 타점으로 무려 7점을 뽑아내는 빅이닝을 만들어내며 승부를 사실상 결정지었다. LG는 8회초에도 1사 1, 2루에서 오지환의 적시타와 문보경의 희생 플라이, 허도환의 1타점 2루타로 3점을 더 추가했다. kt는 8회말 만루 상황에서 밀어내기 사사구로 2득점, 9회말 이호연의 희생 플라이로 1점을 냈지만 점수 차가 크게 벌어진 뒤였다. 마운드에서도 선발 김윤식이 5.2이닝 1실점으로 호투한 LG는 4차전을 대승으로 장식하고 시리즈 스코어 3승 1패로 29년만의 통합 우승에 단 1승만을 남겨놓게 됐다.

### 5차전
2023년 11월 13일 - 서울종합운동장 야구장
| 팀                                | 1 | 2 | 3 | 4 | 5 | 6 | 7 | 8 | 9 | R | H  | E | B |
| kt 위즈                           | 0 | 0 | 0 | 0 | 1 | 0 | 1 | 0 | 0 | 2 | 7  | 3 | 3 |
| LG 트윈스 ◄                       | 0 | 0 | 3 | 0 | 2 | 1 | 0 | 0 | X | 6 | 11 | 2 | 1 |
| 승리 투수: 켈리 패전 투수: 고영표 |   |   |   |   |   |   |   |   |   |   |    |   |   |

- 애국가 : 김민수 (성악가)
- 시구 : 김응용, 김성근, 김인식 / 시포 : 장채근, 박경완, 홍성흔
- 5차전 MVP : LG 박해민 - 3타수 2안타 2타점

5차전에서 LG는 켈리, kt는 고영표가 각각 선발 등판했다. 선취점은 LG가 먼저 냈다. LG는 3회말 공격에서 문성주의 안타와 신민재의 볼넷, 홍창기의 희생 번트로 만들어진 1사 2, 3루에서 박해민이 우익수 쪽에 깊숙한 코스로 타구를 떨어뜨려 놓는 2타점 2루타로 선취 득점에 성공했다. 이후 박해민은 3루 도루에 성공한 뒤 김현수가 친 땅볼 타구를 kt 1루수 박병호가 포구 실책을 저질렀고 이 틈을 타 박해민이 득점에 성공해 3회말에 총 3득점으로 기선을 제압했다. 그리고 5회말에는 무사 2, 3루에서 김현수의 2타점 적시타, 6회말 1사 3루에서 문성주의 적시타로 달아나며 우승을 향한 의지를 불태웠다. 반면 kt는 5회초와 7회초 폭투로 1점씩 득점을 낸 것이 전부였다. LG는 5이닝 1실점으로 호투한 켈리에 이어 유영찬, 함덕주 그리고 마무리 투수 고우석까지 이어 던졌고, 고우석이 등판한 9회초, 배정대의 뜬공 타구를 2루수 신민재가 마지막 아웃 카운트로 처리하며 LG 트윈스가 정규리그와 한국시리즈 통합 우승으로 1994년 한국시리즈 우승 이후 29년의 한을 풀어내는 팀의 통산 3번째 우승을 달성했다.
- 한국시리즈 MVP : LG 오지환 - 19타수 6안타(3홈런) 8타점 (기자단 투표 90표 중 83표 득표)

## 중계 일정
2023년 한국시리즈는 다음과 같은 방송사로부터 중계방송된다.

### TV 중계
1차전
- SBS (캐스터 : 정우영 / 해설 : 이순철)

2차전
- MBC (캐스터 : 김나진 / 해설 : 정민철, 박재홍)

3차전
- KBS2 (캐스터 : 강승화 / 해설 : 박용택, 윤희상)

4차전
- SBS (캐스터 : 정우영 / 해설 : 이순철)

5차전
- MBC (캐스터 : 김나진 / 해설 : 정민철, 박재홍)

## 같이 보기
- 2023년 일본 시리즈
- 2023년 월드 시리즈